# Ivan Aleksandrovič Nabokov
Ivan Aleksandrovič Nabokov (rusko Иван Александрович Набоков), ruski general, * 11. marec 1787, † 1852.
Bil je eden izmed pomembnejših generalov, ki so se borili med Napoleonovo invazijo na Rusijo; posledično je bil njegov portret dodan v Vojaško galerijo Zimskega dvorca.

## Življenje
Sin generala Aleksandra Ivanoviča Nabokova je bil leta 1806 povišan v poročnika Semjonovskega polka, s katerim se je udeležil bojev proti Napoleonu. Odlikoval se je v bojih, tako da je bil kmalu povišan v štabnega stotnika. Med veliko patriotsko vojno je bil povišan v generalmajorja in imenovan za poveljnika Sevskega pehotnega polka. Januarja 1816 je postal poveljnik 3. brigade 1. grenadirske divizije in od leta 1822 je bil poveljnik 3. pehotne divizije. 
22. avgusta 1826 je bil povišan v generalporočnika, čez dve leti imenovan za poveljnika začasne divizije 5. pehotnega korpusa in od leta 1829 je bil poveljnik 3. gardne divizije. Sodeloval je v vseh večjih bitkah novembrske vstaje. 
19. maja 1832 je bil imenovan za poveljnika Grenadirskega korpusa (na tem položaju je ostal skoraj 15 let); 6. decembra 1835 je bil povišan v generala pehote. Leta 1844 je postal generaladjutant in čez dve leti poveljnik svojega starega Sevskega pehotnega polka. 20. decembra 1848 je bil upokojen iz aktivne službe zaradi zdravstvenih težav. 
Kljub vsemu pa je postal član Vojaškega sveta in poveljnik peterburške trdnjave.